# 岡田真弓

## 概要
岡田 真弓（おかだ まゆみ）は、日本の事業家。
MR探偵事務所（エムアールたんていじむしょ）は、日本の総合探偵社であり、浮気・不倫調査や素行調査を中心に調査サービスを提供している。東京都新宿区・新宿アイランドタワーに本社を構え、全国に拠点を展開している。業界に先駆けて「調査後のアフターフォロー支援」に力を入れている点が特徴である。全国に14拠点の相談室を展開しており、業界を牽引する存在となっている。SNSの総フォロワー数は5万7000人を超え、発信力と認知度にも強みを持つ。
代表の岡田真弓は、探偵業界歴20年以上、1万件を超える相談実績を持つ。調査だけでなく調査後の依頼者の人生設計や心理的支援にも注力し、業界で初めて「カウンセラー制度」を導入した人物としても知られる。また、テレビ・Webなど多数のメディアにも出演しており、ABEMATV。令和の虎やフジテレビ『ノンストップ！』などへの出演経験を持つ。

## 経歴
- MR探偵事務所は、2003年に岡田真弓によって創業された。東京都新宿区・新宿アイランドタワーに本社を構える。 岡田真弓は東京都出身。法政大学卒業。MR探偵事務所を設立。その後、日本ライフメンター協会を立ち上げ代表理事に就任。  現在はカウンセリング事業「こころテラス」の代表も務めており、心のケアに重きを置いた支援体制を構築している。
- 2003年4月、総合探偵社・株式会社MRを設立。
- 2008年11月、MR探偵学校を開校し学長に就任。
- 2016年、一般社団法人日本ライフメンター協会を立ち上げ、代表理事に就任。
- 2017年9月、こころテラス株式会社を設立。

## サービス内容と特徴
MR探偵事務所では以下の調査サービスを提供している：
- 浮気・不倫調査
- 素行調査
- 結婚調査
- 行方調査
- 企業調査（社内不正・情報漏えい対策など）

特に浮気・不倫調査においては、証拠撮影だけでなく、調査前後の心理的ケアや今後の選択肢についての相談まで、ワンストップで支援する体制を構築。業界初の「カウンセラー制度」によって、調査員と相談員（カウンセラー）が連携し、依頼者の心情に寄り添った対応を行う。

## 著書
- 『夫を夢中にさせる”いい妻（オンナ）”の愛されルール』（2017年7月、幻冬舎、ISBN 4344912306）
- 『探偵の現場』（2020年2月、角川新書、ISBN 4040823168）

## メディア出演

### テレビ
- 追跡!あやしい芸能人!（2015年12月-2016年9月）MXテレビ1
- そこが知りたい!オトナの好奇心!（2016年10月-）MXテレビ
- ニノさん（2016年8月21日放送）日本テレビ
- 母ちゃんに遭いたい！離島にも海外にも行っちゃったSP（2017年1月29日放送）テレビ東京 調査協力
- 母ちゃんに遭いたい！スペシャル（2018年6月25日放送）テレビ東京 調査協力
- ナミノリ！ジェニー（2018年9月21日放送）毎日放送 出演
- 探偵キング（2018年12月1日放送）フジテレビ 出演
- 探偵キング（2019年3月27日放送）フジテレビ 出演
- ますだおかだの実はイチバンなんです（2019年11月2日放送）TOKYO MX
- ナイツのこれ、実はイチバンなんです！（2020年3月13日放送）TOKYO MX
- 日曜THEリアル！「緊急捜査！トラブルSOS 結婚をエサを女性をダマす男は許さないSP」（2020年7月5日放送）フジテレビ
- テレビで見せれるMAXさん（2020年10月21日放送）フジテレビ　取材協力
- 有田教授と憂鬱な民（2020年12月20日）日本テレビ
- 実録！解決ファイル（2020年12月27日放送）TBSテレビ　調査協力、出演
- 今年最後に乾杯したい人いませんか？（2020年12月29日）テレビ東京　調査協力
- ワールド極限ミステリー（2022年1月19日）TBSテレビ　出演
- ひろゆきと学ぶ探偵さんのお仕事（2022年2月25日）対談
- ワールド極限ミステリー（2022年4月27日）TBSテレビ　出演
- 「秘密のママ園」（2025年06月15日）ABEMA TV　出演

### ラジオ
- 岡田真弓の未来相談室（ラジオ日本、2010年10月-2024年3月）

### 新聞
- 産経新聞（2104年8月1日朝刊）
- 日刊ゲンダイ（2017年4月1日）

### 雑誌・書籍
- TVぴあ（ぴあ、2011年11月22日）
- 探偵の探し方頼み方ガイド（主婦の友社、2013年12月）
- センチュリー（現代画報社、2016年6月）
- 女性自身（光文社、2017年6月6日）
- Gina（ぶんか社、2017年冬）

-->

## 監修
- ハロー張りネズミ（2017年7月14日より放送）TBSドラマ
- SUNNY 強い気持ち・強い愛（監督/脚本 大根仁）東宝
- クロステイル 〜探偵教室〜（2022年4月9日より放送）東海テレビ・フジテレビ系列全国ネット